# سميرة صدقي
سميرة صدقي (22 يونيو 1960 -)، ممثلة مصرية.

## عن حياتها
ولدت في مدينة الإسكندرية، وهي من أسرة فنية حيث انها ابنة للفنان «عبد المقصود صدقي» كما أن والدتها ممثلة مسرحية في السابق، تخرجت من كلية الآداب من جامعة الأسكندرية، بدأت العمل الفني خلال الأعمال السينمائية بمنتصف سبعنيات القرن العشرين، لكن جاء نجاحها خلال الأعمال المسرحية والتلفزيونية بالأدوار الثانوية الذي شاركت بها، وقد توقفت عن العمل الفني عدة مرات وذلك بسبب أنشغالها بالدارسة.

## من أعمالها

### من الأعمال السينمائية
| سنة الإنتاج | الفيلم              | بمشاركة                                                       |
| ----------- | ------------------- | ------------------------------------------------------------- |
| 1977        | أين المفر           | محمود ياسين، سهير رمزي، سعيد عبد الغني، ميمي جمال             |
| 1980        | الفقراء أولادي      | فريد شوقي، سيد الصاوي                                         |
| 1983        | سجن بلا قضبان       | محمود ياسين، سمير صبري، توفيق الدقن، هالة فؤاد                |
| 1983        | مسعود سعيد ليه      | سعيد صالح، إسعاد يونس، وحيد سيف                               |
| 1983        | أسوار المدابغ       | فريد شوقي، محمود ياسين، حسين فهمي، صفية العمري                |
| 1984        | بناتنا في الخارج    | سعيد صالح، محمود عبد العزيز، رغدة، عليه عبد المنعم            |
| 1984        | نعيمة فاكهة محرمة   | فاروق الفيشاوي، مديحة كامل، سعيد صالح، مريم فخر الدين         |
| 1985        | عشرة على عشرة       | مديحة كامل، يحيى الفخراني، زيزي مصطفى                         |
| 1985        | رجب الوحش           | فريد شوقي، هشام سليم، سماح أنور                               |
| 1986        | دورية نص الليل      | سيد زيان، مظهر أبو النجا                                      |
| 1986        | حب فوق السحاب       | سعيد عبد الغني، محمد عوض، أحمد بدير، سعاد نصر، نجاح الموجي    |
| 1987        | القرداتي            | فاروق الفيشاوي، جمال إسماعيل                                  |
| 1990        | الصعلوك والهوانم    | سعيد صالح، نجوى فؤاد، فيفي يوسف                               |
| 1990        | خمسة كارت           | سعيد صالح، جمال إسماعيل، شادية عبد الحميد، سمير وحيد          |
| 1990        | الطيب والشرس والوحش | سعيد صالح، وحيد سيف، يونس شلبي                                |
| 1990        | الطائر الجريح       | سعيد صالح، شيرين، حسن مصطفى، سمير وحيد                        |
| 1990        | صاحبك من بختك       | سعيد صالح، إسعاد يونس، شريف صبري، حسين الشربيني، نعيمة الصغير |
| 1990        | خميس يغزو القاهرة   | سعيد صالح، نبيل الهجرسي، دلال عبد العزيز، أحمد راتب           |
| 1991        | ستوب                | يونس شلبي، سعاد نصر، صلاح نظمي                                |
| 1991        | مجرم رغم أنفه       | هالة صدقي، رأفت راجي                                          |
| 1993        | هي والعملاق         | سعيد صالح، الشحات مبروك                                       |

### في المسرح
| سنة الإنتاج | المسرحية                         | بمشاركة                                  |
| ----------- | -------------------------------- | ---------------------------------------- |
| 1985        | إحنا شباب الديسكو عرضت في الكويت | علي المفيدي                              |
|             | مسرحية أولاد دراكولا             | محمد نجم، محمود القلعاوي، مظهر أبو النجا |

## وصلات خارجية
- سميرة صدقي على موقع الدهليز
- سميرة صدقي على موقع قاعدة بيانات الأفلام العربية